# Championnat de Bolivie de football 1981
Navigation
Saison précédente Saison suivante
La saison 1981 du Championnat de Bolivie de football est la septième édition du championnat de première division en Bolivie. Le championnat se dispute en trois phases :
- les quatorze équipes jouent les unes contre les autres deux fois, à domicile et à l'extérieur, au sein d'une poule unique. Les huit premiers se qualifient pour la deuxième phase.
- lors de la deuxième phase, les huit clubs sont répartis en deux groupes, où chaque équipe joue à nouveau deux fois contre leurs adversaires.  Les deux premiers de chaque groupe obtiennent leur billet pour la troisième phase.
- la phase finale est jouée sous forme de coupe, avec demi-finales et finales jouées en matchs aller et retour.

C'est le club de Jorge Wilstermann Cochabamba, tenant du titre, qui remporte à nouveau la compétition après avoir battu Club Blooming. C'est le deuxième titre de champion de l'histoire du club. 

## Qualifications continentales
Les champions se qualifient pour la phase de groupes de la Copa Libertadores 1982, tout comme le club classé en tête à l'issue de la première phase.

## Les clubs participants
| - Jorge Wilstermann Cochabamba - Deportivo Municipal La Paz - Aurora Cochabamba - San José Oruro - Oriente Petrolero - Bolivar La Paz - Real Santa Cruz | - Independiente Unificada Potosi - Club Always Ready - Club Deportivo Guabirá - Club Blooming - The Strongest La Paz - Petrolero Cochabamba - Club Independiente Petrolero - Promu de Primera B |

## Compétition

### Classement
Le barème utilisé pour établir le classement est le suivant :
- Victoire : 2 points
- Match nul : 1 point
- Défaite : 0 point

| Rang | Équipe                         | Pts | J  | G  | N | P  | Bp | Bc | Diff |
| ---- | ------------------------------ | --- | -- | -- | - | -- | -- | -- | ---- |
| 1    | The Strongest La Paz           | 38  | 26 | 16 | 6 | 4  | 71 | 30 | +41  |
| 2    | Bolívar La Paz                 | 37  | 26 | 17 | 3 | 6  | 62 | 32 | +30  |
| 3    | Oriente Petrolero              | 37  | 26 | 16 | 5 | 5  | 50 | 22 | +28  |
| 4    | Petrolero Cochabamba           | 33  | 26 | 15 | 3 | 8  | 41 | 27 | +14  |
| 5    | Club Blooming                  | 32  | 26 | 12 | 8 | 6  | 55 | 37 | +18  |
| 6    | Jorge Wilstermann CochabambaT  | 29  | 26 | 11 | 7 | 8  | 57 | 34 | +23  |
| 7    | Club Deportivo Guabirá         | 28  | 26 | 11 | 6 | 9  | 36 | 53 | -17  |
| 8    | Deportivo Municipal La Paz     | 26  | 26 | 10 | 6 | 10 | 45 | 47 | -2   |
| 9    | Aurora Cochabamba              | 23  | 26 | 9  | 5 | 12 | 51 | 54 | -3   |
| 10   | San José Oruro                 | 18  | 26 | 8  | 2 | 16 | 30 | 52 | -22  |
| 11   | Real Santa Cruz                | 17  | 26 | 7  | 3 | 16 | 32 | 60 | -28  |
| 12   | Club Independiente Petrolero P | 17  | 26 | 5  | 7 | 14 | 30 | 69 | -39  |
| 13   | Independiente Unificada Potosi | 17  | 26 | 4  | 9 | 13 | 26 | 42 | -16  |
| 14   | Club Always Ready              | 12  | 26 | 4  | 4 | 18 | 31 | 58 | -27  |

|  | Qualification pour la Copa Libertadores 1982 et la deuxième phase |
|  | Qualification pour la deuxième phase                              |
|  | Relégation directe en deuxième division                           |
|  | T: Tenant du titre                                                |

### Deuxième phase
| Rang | Équipe                 | Pts | J | G | N | P | Bp | Bc | Diff |
| ---- | ---------------------- | --- | - | - | - | - | -- | -- | ---- |
| 1    | Club Blooming          | 8   | 6 | 3 | 2 | 1 | 9  | 4  | +5   |
| 2    | Club Deportivo Guabirá | 8   | 6 | 3 | 2 | 1 | 8  | 3  | +5   |
| 3    | The Strongest La Paz   | 8   | 6 | 4 | 0 | 2 | 12 | 9  | +3   |
| 4    | Oriente Petrolero      | 0   | 6 | 0 | 0 | 6 | 4  | 16 | -12  |

| Rang | Équipe                       | Pts | J | G | N | P | Bp | Bc | Diff |
| ---- | ---------------------------- | --- | - | - | - | - | -- | -- | ---- |
| 1    | Jorge Wilstermann Cochabamba | 9   | 6 | 4 | 1 | 1 | 10 | 3  | +7   |
| 2    | Deportivo Municipal La Paz   | 5   | 6 | 2 | 1 | 3 | 11 | 11 | 0    |
| 3    | Petrolero Cochabamba         | 5   | 6 | 2 | 1 | 3 | 9  | 12 | -3   |
| 4    | Bolivar La Paz               | 5   | 6 | 2 | 1 | 3 | 8  | 12 | -4   |

### Phase finale
Demi-finales :
| Équipe 1                   | Résultat | Équipe 2                     | Aller | Retour |
| -------------------------- | -------- | ---------------------------- | ----- | ------ |
| Club Deportivo Guabirá     | 0 - 4    | Jorge Wilstermann Cochabamba | 0 - 3 | 0 - 1  |
| Deportivo Municipal La Paz | 3 - 10   | Club Blooming                | 2 - 7 | 1 - 3  |

Finale :
| Équipe 1                     | Résultat | Équipe 2      | Aller | Retour | Appui |
| ---------------------------- | -------- | ------------- | ----- | ------ | ----- |
| Jorge Wilstermann Cochabamba | 2 - 1    | Club Blooming | 0 - 0 | 1 - 1  | 1 - 0 |

## Bilan de la saison
| Championnat de Bolivie de football 1981 |                                         |
| Champion                                | Jorge Wilstermann Cochabamba (2e titre) |
| Qualifications continentales            |                                         |
| Copa Libertadores 1982                  | Jorge Wilstermann Cochabamba            |
| Copa Libertadores 1982                  | The Strongest La Paz                    |
| Promotions et relégations               |                                         |
| Promus en Primera A                     | Club Chaco Petrolero                    |
| Relégués en Primera B                   | Club Always Ready                       |